# Shegundo Galarza
Shegundo Ramón Galarza Araco (Segura, Guipúscoa, 7 de setembro de 1924 – Lisboa, 4 de janeiro de 2003), conhecido por Shegundo Galarza, foi um maestro e compositor espanhol de origem basca e pai de Ramón Galarza. Em Portugal, teve uma longa carreira de 54 anos.

## Biografia
Fez o Conservatório de Bilbau. Em Portugal, tudo começou em 25 de novembro de 1948, com apenas 24 anos, no Casino Estoril onde atuou diariamente até Maio de 1950.
Depois, e até 1951, atua nos restaurantes "A Chaupana" e "Aquarium" e grava os seus 3 primeiros discos para a editora Melodia. A 21 de outubro de 1951, parte para Luanda, para a inauguração do Cinema-Boite "Restauração" onde permaneceu até abril de 1952, seguindo para Lourenço Marques para acuar no Hotel Polana durante 6 meses. Em Moçambique, nasceu a sua primeira filha, Teresa.
Entre 1952 e 1954, esteve em Joanesburgo, África do Sul, com contratos na Springbok Radio e no Du Barry Restaurant. Neste período, grava 6 discos para a editora Decca. Em 1954, regressa a Lourenço Marques e novamente ao Hotel Polana, onde esteve até maio de 1955.
Atuou diariamente no Hotel Palácio e assinou com a editora Estoril a gravação de 4 LPs. Em novembro de 1956, abre o restaurante Mónaco, espaço onde se manteve durante 18 anos, acumulando a gerência do projecto com atuações do seu conjunto. A RTP convida-o para protagonizar um programa semanal, com a sua orquestra de violinos, cujo sucesso o levou a atingir as 100 emissões.
Como solista ou com a sua orquestra de violinos, gravou cerca de 50 LPs em Portugal e em Espanha, para editoras como a Voz do Dono, RCA Records, Alvorada, Roda, Orfeu, Belter e Marfer. Em 1964, grava como solista, dois programas para a "World of Latin American Entertainement" com Edmundo Ros.
A 12 de abril de 1989, foi agraciado com o grau de Comendador da Ordem do Mérito.
Em novembro de 1998, realizou-se no Casino Estoril uma festa de homenagem pelos 50 anos de carreira em Portugal. Em 2001, é editado um álbum dedicado à música portuguesa: "Sorrisos do Tempo".
Morreu a 4 de janeiro de 2003, devido a doença prolongada.
Como orquestrador a lista de artistas com quem trabalhou em disco, espectáculos e festivais, em Portugal e no estrangeiro (OTI, Festival Eurovisão da Canção), é imensa, com nomes como: Amália Rodrigues, Maria de Lourdes Resende, Madalena Iglésias, Maria da Fé, Lara Li, Quim Barreiros, Tony de Matos, Frei Hermano da Câmara, Marco Paulo, Cândida Branca Flor, Carlos Paião, José Cid, Herman José, Paulo de Carvalho, Tozé Brito; com o Carrocel da Petizada, as Canções infantis e de roda; etc.

## Homenagem
Possui uma rua com o seu nome na Alta de Lisboa, Lumiar, Lisboa.
Discografia
Álbuns
incompleta
- 16 Trechos Famosos Em Ritmo De Baile ‎(10")  Discos Estoril LD 5027 1956
- Shegundo Galarza Y Su Conjunto ‎(LP)  Belter 22.034  1966
- Shegundo Galarza Y Su Conjunto ‎(LP)  Belter 22.039  1966
- Shegundo Galarza e sua grande Orquestra ‎(LP)  Alvorada LP-S-50-63  1971
- Hits Of Portugal ‎(LP) Riso E Ritmo Discos, Lda. RR-LP-2032 19*
- Holidays In Portugal ‎(LP)  Belter 44.366  1970
- From Portugal To You ‎(LP)  RCA PTCS-1 012  19*
- Exitos Para Dançar ‎(LP)  Alvorada LP-S-50-64  1971
- Shegundo Galarza e sua grande Orquestra ‎(LP)  Alvorada LP-S-50-69  1972
- Orquestra Alvorada, Shegundo Galarza -  Peticoats Of Portugal ‎(LP)  Alvorada LP-
- (LP) Alvorada MLD 8022
- Seus Violinos Seu Conjunto ‎(LP)  Alvorada ALD 530  19*
- O Espectacular (LP) A Voz Do Dono 7LEM 3080
- S-Akelarre Sorta Bi ‎(LP)  Edigsa, Herri Gogoa HG-68 LS  1973
- Aita Donostia - euskal preludioak 1973
- O Povo Vasco Canta ‎(LP)  Alvorada LP-S-50-86  1974
- Akelarre Sorta Lau ‎(LP)  Edigsa, Herri Gogoa HG-88 LS 1974
- A Música Que O Povo Fez ‎(LP)  Alvorada Internacional LP S 98 4  1974
- Akelarre Sorta Bost ‎(LP)  Herri Gogoa, Edigsa HG-98 LS  1974
- Interpreta Músicas de José Afonso, José Mário Branco e Sérgio Godinho ‎(LP)  Alvorada LP-S-50-87  1975
- Interpreta Êxitos de José Cid (LP) Orfeu Especial SPAT 4013 1978
- 30 Anos De Portugal ‎(LP)  Orfeu SPAT 4027  1978
- Fim De Tarde ‎(LP)  Boom/Nova) 5003 1979
- Fim De Tarde Vol. II ‎(LP)  Da Nova/Nova 6021
- Eternos Exitos Do Brasil ‎(LP)  Metro-Som LP 152-S 19*
- Eternos Exitos Latino - Americanos ‎(LP)  Metro-Som LP 151-S  19*
- Shegundo Galarza ‎(LP)  Vaga, Transmedia VLP 50.001  1984

Colaborações
- Shegundo Galarza & Jorge Fontes -  Música De Portugal 2 ‎(LP)  Estudio ELPS 110
- Quim Barreiros, Shegundo Galarza -  Os Mais Belos Tangos ‎(LP) Orfeu SB 1093  1976
- Quim Barreiros & Shegundo Galarza -  Passo Dobles ‎(LP)  Orfeu SB 1094  1976
- Natália De Andrade & Shegundo Galarza -  Soprano Lírico-Dramático ‎(LP)  Ailatan 003  1983
- João Lourival - Revivendo tangos Imortais (LP) Orfeu - LPP 29 1985
- Doutor Lello Minsk & Maestro Shegundo Galarza -  Corações De Atum ‎(CD, Album)  Nortesul 5605231006125  1999